# Mark Bortz
Mark Bortz (Commerce Township, Míchigan, 23 de diciembre de 1982) es un exjugador de baloncesto estadounidense que desarrolló su carrera como deportista profesional mayormente en países de Latinoamérica. Con una altura de 2,08 metros, jugaba habitualmente en la posición de pívot.

## Trayectoria
Bortz jugó cuatro temporadas entre 2001 y 2005 con los Buffalo Bulls, el equipo de baloncesto que representa a la Universidad de Buffalo en los torneos de la Mid-American Conference de la División I de la NCAA. Disputó un total de 113 partidos, en los que promedió 8,4 puntos, 5,4 rebotes y 1,1 asistencia por encuentro. En su temporada como sénior fue reconocido como el Mejor Sexto Hombre de la MAC.
Se presentó al Draft de la NBA de 2005, pero no fue seleccionado por ninguna franquicia. De todos modos poco después tuvo la oportunidad de actuar en la NBA Summer League como miembro de Los Angeles Clippers, antes de partir hacia Bélgica y fichar con el Scarlet Vilvoorde. Sin embargo una lesión lo obligó a dejar al equipo antes del inicio de la temporada. 
De regreso en los Estados Unidos, jugaría en la ABA como parte de los Buffalo Rapids.
Registró un paso por la segunda división del baloncesto de Turquía, pero sería su participación en el plantel del Biguá campeón de la temporada 2007-08 de la Liga Uruguaya de Básquetbol lo que le serviría para consolidar su carrera como deportista profesional. Fue también por esa época que la alopecia lo llevó a perder casi todo el pelo corporal, lo que le dio un aspecto característico.
Jugó luego en Venezuela, Argentina -donde terminó como líder en tapones en la temporada 2008-09 de la LNB-, Puerto Rico y México. 
Volvió a Uruguay en 2010, esta vez como refuerzo de Malvín. Una vez más se consagraría campeón de la Liga Uruguaya de Básquetbol. 
Tras actuar en 2011 con los Marinos de Anzoátegui de la Liga Profesional de Baloncesto de Venezuela, el pívot finalizaría su carrera como baloncestista profesional para regresar a su país y retomar sus estudios universitarios.